# レッドハリケーンズ大阪
レッドハリケーンズ大阪（英: Red Hurricanes Osaka）は、大阪市をホストエリアとしてジャパンラグビーリーグワンに所属しているラグビーチームである。2023年7月、「NTTドコモレッドハリケーンズ大阪」から改称した。略称は「RH大阪」。練習場は、ドコモ大阪南港グラウンド（大阪市住之江区）。

## 概要
練習場は、大阪府大阪市にあるドコモ関西南港グラウンドである。
1993年に創部。
1994年度に大阪府社会人大会で優勝し、関西社会人Dリーグへ昇格。
1996年度、関西社会人Dリーグで優勝し、Cリーグへ昇格。
1998年度、関西社会人Cリーグで優勝し、Bリーグへ昇格。
2002年度に関西社会人Bリーグを2位で終える。
2003年度からトップウェストAリーグへ。
2008年まではNTTドコモ関西が母体であったが、NTTドコモグループが同年、全国一社体制に統合されたことにより、NTTドコモが母体のラグビー部「NTTドコモラグビー部レッドハリケーンズ」（NTTドコモレッドハリケーンズ）となった。
2010年度、トップウェストAリーグで優勝し、トップチャレンジ1で3勝0敗しトップリーグへの昇格を決める。日本選手権に出場（2回戦敗退）。
2011年度からトップリーグで活動。
2015年度、トップリーグでリーグ戦16位（2勝7敗1分）となり、入替戦で敗戦し、トップウェストAリーグへ降格。
2016年度、トップウェストAリーグで優勝（7勝0敗）し、トップチャレンジ1で3勝0敗となり、トップリーグへ昇格。
2017年度、トップリーグのリーグ戦レッドカンファレンスで7位（6勝7敗）となり、入替戦で敗戦し、トップチャレンジリーグへ降格。
2018年度、トップチャレンジリーグで1位となり、入替戦で勝利し、トップリーグへ昇格。
2019年度からトップリーグで活動。
2021年7月16日、新リーグジャパンラグビーリーグワンのDIVISION1（1部リーグ）に振り分けされる。
2022年、リーグワン初年度2022シーズンからチーム名が「NTTドコモレッドハリケーンズ大阪」となり、DIVISION1で活動。12チーム中11位。
2022年3月16日、本年7月に同1部リーグのNTTコミュニケーションズ シャイニングアークス東京ベイ浦安とのチーム再編成を行うことを発表。浦安にチームの主要機能を集約させ、大阪は規模を縮小して活動する方向である。
この理由として、母体企業であるNTTドコモが、2022年1月にこれまでグローバル持株会社・持株会社NTT, Inc.（現・NTT DATA, Inc.） の傘下にあったNTTコミュニケーションズを子会社化したことによって、関連企業が2チームを編成する状態を是正するためとしており、時事通信社の報道によれば、大阪を本拠地とする当チームは改めてリーグワン正加盟のための入会再審査を実施する予定であり、加盟が認められた場合は2023年度のリーグ戦は3部リーグに降格の上で、企業チームとしての出場を予定しており、ドコモ・NTTコムの社員契約選手をベースにした構成にするとしている。関係者は「チーム（NTTドコモの実業団チーム）としては大阪に残り、今後も地域に根差した育成や普及なども行う」としている。
2022年5月11日、リーグワンの理事会にて2022-23シーズンのDIVISION3（3部リーグ）参加が正式に承認された。
2023年4月8日、2022-23シーズン途中にDIVISION3での優勝が確定し、次シーズンDIVISION2への昇格が決定した。
一方、ドコモの子会社であるNTTコミュニケーションズが運営母体の浦安D-Rocksは、DIVISION2への残留が決定。NTT（ドコモ）系のチームが2022年（当時は双方とも1部在籍）以来の同ディビジョン所属となることから、公平性について今後見極める必要があるとした。
2023年7月3日、チーム名を「レッドハリケーンズ大阪」にすることを発表。「社名を外し、より一層ホストタウン『大阪』になくてはならない存在となることをめざして、チーム運営を行ってまいります」とチームがコメントしている。これにより、2023-24シーズンのリーグワンDIVISION2は「レッドハリケーンズ大阪」「浦安D-Rocks」とも、「NTT（ドコモ）」の社名が無くなる。
2025年4月11日、「大阪市中央区」との連携協力に関する覚書の締結を行い、2018年の「大阪市住之江区」との締結に始まった連携協定が、大阪市内全24区との提携が完了した。試合ジャージの背番号の上部には、それぞれの区名が記載される。

## タイトル
最上位リーグ
なし
下位リーグ
- トップチャレンジリーグ　優勝：1回（2018）
- トップウェストA　優勝：2回（2010, 2016）
- ジャパンラグビーリーグワン DIVISION3 優勝：1回（2022-23[9]）

## 成績

### リーグ戦
- 1994-1995 大阪府社会人大会 優勝、関西社会人Dリーグ昇格
- 1995-1996 関西社会人Dリーグ 2位、入替戦・敗戦
- 1996-1997 関西社会人Dリーグ 優勝、入替戦・勝利、関西社会人Cリーグ昇格
- 1997-1998 関西社会人Cリーグ 2位
- 1998-1999 関西社会人Cリーグ 優勝、入替戦・勝利、関西社会人Bリーグ昇格
- 1999-2000 関西社会人Bリーグ 6位
- 2000-2001 関西社会人Bリーグ 6位
- 2001-2002 関西社会人Bリーグ 7位
- 2002-2003 関西社会人Bリーグ 2位、トップウェストAへ参入
- 2003-2004 トップウェストA 4位
- 2004-2005 トップウェストA 3位
- 2005-2006 トップウェストA 5位
- 2006-2007 トップウェストA 4位
- 2007-2008 トップウェストA 5位
- 2008-2009 トップウェストA 4位
- 2009-2010 トップウェストA 2位、トップチャレンジ2：2位、トップウェストA残留
- 2010-2011 トップウェストA 優勝、トップチャレンジ1：1位、トップリーグへ自動昇格
  - 日本選手権 2回戦敗退
- 2011-2012 トップリーグ 12位（2勝10敗1分）、トップリーグ入替戦：勝利、トップリーグ残留
- 2012-2013 トップリーグ 13位（1勝12敗）、トップリーグ入替戦：勝利、トップリーグ残留
- 2013-2014 トップリーグ 15位（1stステージ：プールA7位 2勝5敗、2ndステージ：プールB7位 2勝5敗）、トップリーグ入替戦：勝利、トップリーグ残留
- 2014-2015 トップリーグ 11位（1stステージ：プールB8位 7敗、2ndステージ：プールB3位 5勝2敗）
- 2015-2016 トップリーグ 16位（リーグ戦：プールB6位 2勝4敗1分、順位決定トーナメント：上位グループ 1回戦敗退、13-16位決定予備戦 敗戦、15位決定戦 敗戦）、トップリーグ入替戦：敗戦、トップウェストA降格
- 2016-2017 トップウェストA 優勝、トップチャレンジ1：1位、トップリーグへ自動昇格
- 2017-2018 トップリーグ 15位（リーグ戦：レッドカンファレンス7位 6勝7敗、13-16位決定トーナメント：第1節 敗戦、第2節 勝利）、トップリーグ入替戦：敗戦、トップチャレンジリーグ降格
- 2018-19 トップチャレンジリーグ 優勝、トップリーグ入替戦：勝利、トップリーグ昇格
- 2019-20 トップリーグカップ プール戦敗退（4位 2勝3敗）、リーグ戦中止（中止時点での成績：1勝5敗）
- 2020-21 トップリーグ 5位（リーグ戦：ホワイトカンファレンス3位 4勝3敗）、トップリーグ プレーオフトーナメント：準々決勝敗退

#### JAPAN RUGBY LEAGUE ONE
| シーズン | DIVISION  | 最終順位 | リーグ順位    | 試合数 | 勝点 | 勝 | 分 | 負 | 得点 | 失点 | 得失差 | 入替戦 プレーオフ | 備考          |
| -------- | --------- | -------- | ------------- | ------ | ---- | -- | -- | -- | ---- | ---- | ------ | ----------------- | ------------- |
| 2022     | DIVISION1 | 11位     | 11位/12チーム | 16     | 14   | 3  | 0  | 13 | 183  | 473  | -290   | 次季D1不参加      | [ 14 ] [ 15 ] |
| 2022-23  | DIVISION3 | 優勝     | 1位/5チーム   | 12     | 53   | 11 | 0  | 1  | 488  | 236  | 252    | 自動昇格          | [ 16 ] [ 17 ] |
| 2023-24  | DIVISION2 | 4位      | 4位/6チーム   | 10     | 12   | 3  | 0  | 7  | 187  | 389  | -202   | なし              | [ 18 ]        |
| 2024-25  | DIVISION2 | 4位      | 4位/8チーム   | 14     | 30   | 6  | 0  | 8  | 337  | 356  | -19    | なし              | [ 19 ]        |

## 2024-25シーズンの順位
| \| \| JAPAN RUGBY LEAGUE ONE 2024-25 DIVISION 2 順位表（2025年5月31日時点）出典：[20] \| 編集 \|                                                                                        | | | | | | | | | | | | | | | | |
| リーグ戦 順位 | チーム | 試合数 | 勝ち点 | 勝 | 分 | 負 | 得点 | 失点 | 得失差 | T | G | PG | DG | 反則数 | 入替戦 | 最終結果 |
| 優勝 | 豊田自動織機シャトルズ愛知 | 14 | 52 | 11 | 0 | 3 | 482 | 266 | 216 | 71 | 56 | 5 | 0 | 173 | 第13節でDIVISION2優勝決定 DIVISION1 12位との入替戦                                                                                                  | 残留 |
| 2位 | 花園近鉄ライナーズ | 14 | 51 | 10 | 1 | 3 | 489 | 296 | 193 | 72 | 51 | 9 | 0 | 159 | 第14節で2位決定 DIVISION1 11位との入替戦 | 残留 |
| 3位 | NECグリーンロケッツ東葛 | 14 | 49 | 10 | 0 | 4 | 513 | 313 | 200 | 76 | 59 | 4 | 1 | 167 | ‐ | ‐ |
| 4位 | レッドハリケーンズ大阪 | 14 | 30 | 6 | 0 | 8 | 337 | 356 | -19 | 43 | 31 | 20 | 0 | 159 | ‐ | ‐ |
| 5位 | 日野レッドドルフィンズ | 14 | 26 | 5 | 1 | 8 | 348 | 507 | -159 | 50 | 34 | 10 | 0 | 184 | ‐ | ‐ |
| 6位 | 九州電力キューデンヴォルテクス | 14 | 21 | 5 | 1 | 8 | 327 | 436 | -109 | 40 | 29 | 22 | 1 | 157 | 第14節でD3入替戦を回避決定 | ‐ |
| 7位 | 清水建設江東ブルーシャークス | 14 | 24 | 5 | 1 | 8 | 345 | 487 | -142 | 44 | 34 | 19 | 0 | 157 | DIVISION3 2位との入替戦 | 残留 |
| 8位 | 日本製鉄釜石シーウェイブス | 14 | 11 | 2 | 0 | 12 | 326 | 506 | -180 | 44 | 35 | 12 | 0 | 148 | 第13節で最下位確定 DIVISION3 1位との入替戦 | 残留 |
| | | | | | | | | | | | | | | | | |
| - 勝ち点は、勝ち4点、引き分け2点、負け0点。 - ただし、7点差以内の負けは1点を付与、3トライ差以上での勝ちは追加で1点を付与。 - 同じ勝ち点である場合は下記の順番で順位を決定する。 1. 抽選 | - 勝ち点は、勝ち4点、引き分け2点、負け0点。 - ただし、7点差以内の負けは1点を付与、3トライ差以上での勝ちは追加で1点を付与。 - 同じ勝ち点である場合は下記の順番で順位を決定する。 1. 抽選 | - 勝ち点は、勝ち4点、引き分け2点、負け0点。 - ただし、7点差以内の負けは1点を付与、3トライ差以上での勝ちは追加で1点を付与。 - 同じ勝ち点である場合は下記の順番で順位を決定する。 1. 抽選 | - 勝ち点は、勝ち4点、引き分け2点、負け0点。 - ただし、7点差以内の負けは1点を付与、3トライ差以上での勝ちは追加で1点を付与。 - 同じ勝ち点である場合は下記の順番で順位を決定する。 1. 抽選 | - 勝ち点は、勝ち4点、引き分け2点、負け0点。 - ただし、7点差以内の負けは1点を付与、3トライ差以上での勝ちは追加で1点を付与。 - 同じ勝ち点である場合は下記の順番で順位を決定する。 1. 抽選 | - 勝ち点は、勝ち4点、引き分け2点、負け0点。 - ただし、7点差以内の負けは1点を付与、3トライ差以上での勝ちは追加で1点を付与。 - 同じ勝ち点である場合は下記の順番で順位を決定する。 1. 抽選 | - 勝ち点は、勝ち4点、引き分け2点、負け0点。 - ただし、7点差以内の負けは1点を付与、3トライ差以上での勝ちは追加で1点を付与。 - 同じ勝ち点である場合は下記の順番で順位を決定する。 1. 抽選 | - 勝ち点は、勝ち4点、引き分け2点、負け0点。 - ただし、7点差以内の負けは1点を付与、3トライ差以上での勝ちは追加で1点を付与。 - 同じ勝ち点である場合は下記の順番で順位を決定する。 1. 抽選 | - 勝ち点は、勝ち4点、引き分け2点、負け0点。 - ただし、7点差以内の負けは1点を付与、3トライ差以上での勝ちは追加で1点を付与。 - 同じ勝ち点である場合は下記の順番で順位を決定する。 1. 抽選 | - 勝ち点は、勝ち4点、引き分け2点、負け0点。 - ただし、7点差以内の負けは1点を付与、3トライ差以上での勝ちは追加で1点を付与。 - 同じ勝ち点である場合は下記の順番で順位を決定する。 1. 抽選 | - 勝ち点は、勝ち4点、引き分け2点、負け0点。 - ただし、7点差以内の負けは1点を付与、3トライ差以上での勝ちは追加で1点を付与。 - 同じ勝ち点である場合は下記の順番で順位を決定する。 1. 抽選 | - 勝ち点は、勝ち4点、引き分け2点、負け0点。 - ただし、7点差以内の負けは1点を付与、3トライ差以上での勝ちは追加で1点を付与。 - 同じ勝ち点である場合は下記の順番で順位を決定する。 1. 抽選 | - 勝ち点は、勝ち4点、引き分け2点、負け0点。 - ただし、7点差以内の負けは1点を付与、3トライ差以上での勝ちは追加で1点を付与。 - 同じ勝ち点である場合は下記の順番で順位を決定する。 1. 抽選 | - 勝ち点は、勝ち4点、引き分け2点、負け0点。 - ただし、7点差以内の負けは1点を付与、3トライ差以上での勝ちは追加で1点を付与。 - 同じ勝ち点である場合は下記の順番で順位を決定する。 1. 抽選 | - 勝ち点は、勝ち4点、引き分け2点、負け0点。 - ただし、7点差以内の負けは1点を付与、3トライ差以上での勝ちは追加で1点を付与。 - 同じ勝ち点である場合は下記の順番で順位を決定する。 1. 抽選 | - 1位はDIVISION1の12位と、 2位はDIVISION1の11位と、 それぞれ入替戦を行う。 - 7位はDIVISION3の2位と、 8位はDIVISION3の1位と、 それぞれ入替戦を行う。 | - 1位はDIVISION1の12位と、 2位はDIVISION1の11位と、 それぞれ入替戦を行う。 - 7位はDIVISION3の2位と、 8位はDIVISION3の1位と、 それぞれ入替戦を行う。 |
| | JAPAN RUGBY LEAGUE ONE 2024-25 DIVISION 2 順位表（2025年5月31日時点）出典： | 編集 | | | | | | | | | | | | | | |

## 2025-26シーズンのスコッド
開幕前、2025-26シーズンでの選手登録までは、「チームに所属している選手」の一覧に過ぎないことに留意。
カテゴリA（日本代表の実績または資格あり）は、試合登録枠17名以上、同時出場可能枠11名以上。カテゴリB（日本代表の資格獲得見込み）は、試合登録枠・同時出場可能枠ともに任意。カテゴリC（他国代表歴あり等、カテゴリ A, B以外）は、試合登録枠3名以下。
レッドハリケーンズ大阪の2025-26シーズンのスコッドは下記のとおり。年齢は、2025年6月4日現在。
ヘッドコーチ: マット・コベイン
| 選手                   | ポジション             | 身長  | 体重  | 誕生日（年齢）         | 登録区分  |
| ---------------------- | ---------------------- | ----- | ----- | ---------------------- | --------- |
| 藤野佑磨               | プロップ               | 181cm | 115kg | 1995年7月29日（29歳）  | カテゴリA |
| 高井翔太               | プロップ               | 171cm | 105kg | 2000年5月24日（25歳）  | カテゴリA |
| 小島燎成               | プロップ               | 183cm | 121kg | 1999年11月20日（25歳） | カテゴリA |
| 細野裕一朗             | プロップ               | 182cm | 112kg | 1993年12月3日（31歳）  | カテゴリA |
| 深澤翔祐               | プロップ               | 175cm | 110kg | 1998年9月16日（26歳）  | カテゴリA |
| 坂本洋道               | プロップ               | 173cm | 102kg | 1996年4月26日（29歳）  | カテゴリA |
| 西浦洋祐               | プロップ               | 175cm | 108kg | 1990年9月29日（34歳）  | カテゴリA |
| 指田宗孝               | プロップ               | 175cm | 116kg | 1994年3月2日（31歳）   | カテゴリA |
| 豊永慎之佑             | プロップ               | 178cm | 113kg | 2001年8月25日（23歳）  | カテゴリA |
| 安部駿亮               | プロップ               | 177cm | 115kg | 2002年4月30日（23歳）  | カテゴリA |
| 島田久満               | フッカー               | 173cm | 103kg | 1998年12月10日（26歳） | カテゴリA |
| 大塚健太郎             | フッカー               | 176cm | 98kg  | 1997年3月12日（28歳）  | カテゴリA |
| 佐藤耀                 | フッカー               | 178cm | 100kg | 1994年1月27日（31歳）  | カテゴリA |
| 吉田敢太               | フッカー               | 171cm | 100kg | 2001年9月1日（23歳）   | カテゴリA |
| 知念優来               | フッカー               | 171cm | 98kg  | 2002年12月27日（22歳） | カテゴリA |
| エリオット・ストーク   | ロック                 | 198cm | 120kg | 1993年9月10日（31歳）  | カテゴリC |
| 五十野海大             | ロック                 | 182cm | 107kg | 2001年3月13日（24歳）  | カテゴリA |
| 野田響                 | ロック                 | 187cm | 103kg | 1998年6月7日（27歳）   | カテゴリA |
| 藤田達成               | ロック                 | 192cm | 107kg | 1996年11月8日（28歳）  | カテゴリA |
| 杉下暢                 | ロック                 | 184cm | 108kg | 1992年5月4日（33歳）   | カテゴリA |
| 福江仙太郎             | ロック                 | 188cm | 105kg | 2002年2月5日（23歳）   | カテゴリA |
| 藤井慎太郎             | ロック                 | 185cm | 105kg | 2001年9月19日（23歳）  | カテゴリA |
| 金子琉聖               | ロック                 | 193cm | 106kg | 2002年5月31日（23歳）  | カテゴリA |
| ジャック・オーサリバン | フランカー             | 188cm | 108kg | 1998年10月1日（26歳）  | カテゴリB |
| 花田広樹               | フランカー             | 185cm | 100kg | 1994年7月15日（31歳）  | カテゴリA |
| 佐藤大朗               | フランカー             | 181cm | 101kg | 1990年4月3日（35歳）   | カテゴリA |
| 矢野樹                 | フランカー             | 175cm | 95kg  | 2002年1月25日（23歳）  | カテゴリA |
| 倉橋歓太               | フランカー / ナンバー8 | 181cm | 103kg | 2002年6月4日（23歳）   | カテゴリA |
| 山﨑祥希               | フランカー / ナンバー8 | 182cm | 103kg | 2003年2月17日（22歳）  | カテゴリA |
| 安田司                 | ナンバー8              | 180cm | 104kg | 1999年3月28日（26歳）  | カテゴリA |
| ブレイク・ギブソン     | ナンバー8              | 186cm | 102kg | 1995年4月19日（30歳）  | カテゴリB |
| 山内俊央               | スクラムハーフ         | 164cm | 73kg  | 1997年12月3日（27歳）  | カテゴリA |
| 浜野達也               | スクラムハーフ         | 167cm | 78kg  | 1994年11月2日（30歳）  | カテゴリA |
| 井之上明               | スクラムハーフ         | 168cm | 72kg  | 1991年4月12日（34歳）  | カテゴリA |
| 土橋郁矢               | スタンドオフ           | 181cm | 85kg  | 2001年2月13日（24歳）  | カテゴリA |
| 呉嶺太                 | スタンドオフ           | 170cm | 82kg  | 1998年9月27日（26歳）  | カテゴリA |
| 安井拓馬               | ウイング               | 177cm | 80kg  | 2000年10月26日（24歳） | カテゴリA |
| 石井勇輝               | ウイング               | 184cm | 96kg  | 1996年2月27日（29歳）  | カテゴリA |
| 西川賢哉               | ウイング               | 176cm | 86kg  | 2001年6月3日（24歳）   | カテゴリA |
| ヘンリー・タエフ       | センター               | 183cm | 100kg | 1993年4月2日（32歳）   | カテゴリC |
| パエアミフィポセチ     | センター               | 180cm | 109kg | 1987年7月6日（38歳）   | カテゴリA |
| 鶴田馨                 | センター               | 177cm | 90kg  | 1995年6月28日（30歳）  | カテゴリA |
| 金勇輝                 | センター               | 176cm | 90kg  | 1993年3月29日（32歳）  | カテゴリC |
| 射場大輔               | センター               | 177cm | 93kg  | 1997年12月3日（27歳）  | カテゴリA |
| 冨岡周                 | センター               | 174cm | 90kg  | 2001年11月12日（23歳） | カテゴリA |
| 山田歩季               | センター               | 174cm | 89kg  | 2002年7月17日（23歳）  | カテゴリA |
| 川村祐太               | センター               | 183cm | 96kg  | 2003年2月22日（22歳）  | カテゴリA |
| 小村健太               | フルバック             | 177cm | 81kg  | 1999年12月20日（25歳） | カテゴリA |
| 吉澤太一               | フルバック             | 175cm | 80kg  | 1991年7月18日（34歳）  | カテゴリA |
| 山本貫太               | フルバック             | 177cm | 85kg  | 1996年6月23日（29歳）  | カテゴリA |
| 山口泰輝               | フルバック             | 176cm | 90kg  | 2001年11月17日（23歳） | カテゴリA |
| 勝羅幸翔               | プレイヤーナンバー：17 |       |       |                        | 特別選手  |

## 過去の所属選手
- アンドリュー・ミラー
- イエロメジェフリー剛
- イオンギ譲
- 石川貴大
- 泉敬
- 伊藤宏明
- 猪村優仁
- ヴィンピー・ファンデルヴァルト
- 上山直之
- 牛原寛章
- 衞藤陽介
- エベン・エツベス
- エルトン・ヤンチース
- オーウェン・ウィリアムズ
- 王子拓也
- 大椙慎也
- 岡部瞬
- 金澤良
- 川端正樹
- 河野悠輝
- 金廉
- 金相進
- 久内崇史
- 藏田知浩
- 小島佑太
- 小樋山樹
- 才口將太
- 佐藤善仁
- サミソニ・トゥア
- ジアニ・ロンバート
- ジェームス・アレジ
- ジェシー・クリエル
- 繁松哲大
- ジョセファ・リリダム
- ジャックス・ヴァンローエン
- 秦啓祐
- 杉本達郎
- スティーブン・セテファノ
- 冨岡耕児
- 水山尚範
- タイラー・ポール
- 高野祥太
- 田邉篤
- 趙隆泰
- 千布亮輔
- 張泰堉
- 張成民
- 辻井宏介
- 土屋鷹一郎
- ティアン・メイヤー
- TJ・ペレナラ
- トム・マーシャル
- ナエアタルイ
- 中村優樹
- 西川和眞
- ニック・グリッグ
- 沼田邦光
- 安承爀
- ハインリッヒ・ブルソー
- 朴淳彩
- 秦一平
- ハンドレ・ポラード
- フランコ・マレー
- ヘンカス・ファン・ヴィック
- マーティー・バンクス
- マカゾレ・マピンピ
- 松岡大和
- 緑川昌樹
- 箕内拓郎
- ミルズ・ムリアイナ
- 茂木大輔
- 山川力優
- ユルゲン・ヴィサー
- 横山大輔
- 吉田伸介
- ライアン・カンコウスキー
- ラリー・スルンガ
- 李智栄
- リアム・スクワイア
- リサラシオシファ
- リンカーン・マックラウチ
- ルアン・フェルマーク
- ローレンス・エラスマス
- ロコツイ・シュウペリ
- ワーレン・ホワイトリー
- 渡辺義己
- 古谷亘
- 山口達也
- 川向瑛
- トニシオ・バイフ

【2024年5月退団↓】
- ベンジャミン・ソーンダース
- 原山光正
- シオネ・ヘマロト・アフェムイ
- トム・ジェフリーズ
- 栗原大介
- ジョシュ・フェナー
- ボークコリン雷神
- 光井勇人
- 金典弘
- 小泉将
- マイケル・ザキア
- ジョシュ・マタヴェシ

【2024年5月退団↓】
- 北島大
- マイケル・アラダイス
- 小原充誠
- 牧山巧樹
- ブライス・ヘガティ
- 小林正旗
- 茂野洸気
- 鶴田諒

## NTTグループのラグビー部
- NTTコミュニケーションズ シャイニングアークス東京ベイ浦安（現浦安D-Rocks, 旧NTT東日本ラグビー部。両者の対戦はNTTダービーと呼ばれている）
- スネイルズ（旧NTT西日本グループ大阪ラグビー部。2022年にトップウェストBを脱退）
- NTT日比谷ラグビー部（2015年現在関東社会人リーグ2部に所属）
- 通研・NTTデータラグビー部（2015年現在関東社会人リーグ3部に所属）

## 関連項目

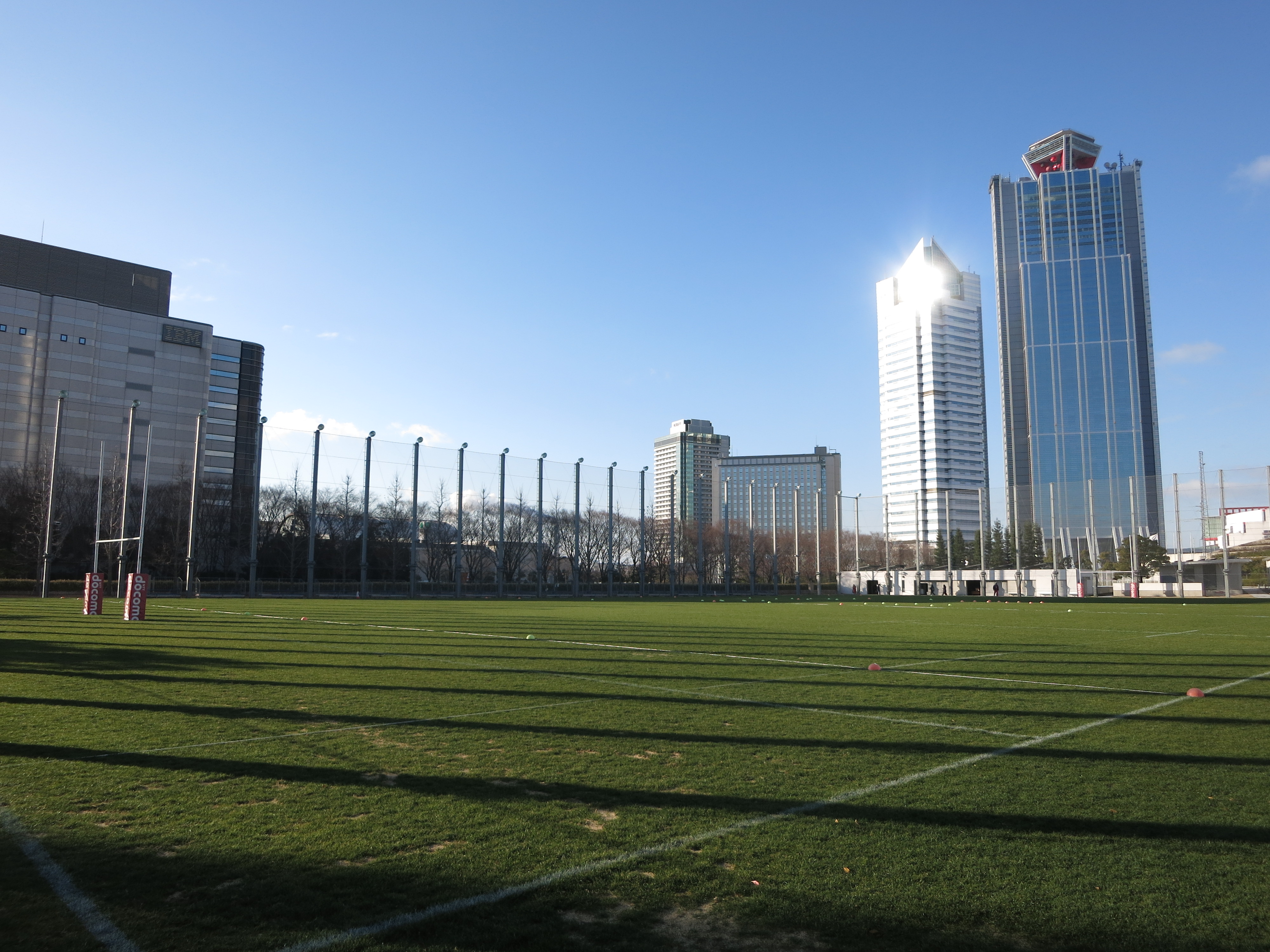
ドコモ関西南港グランド

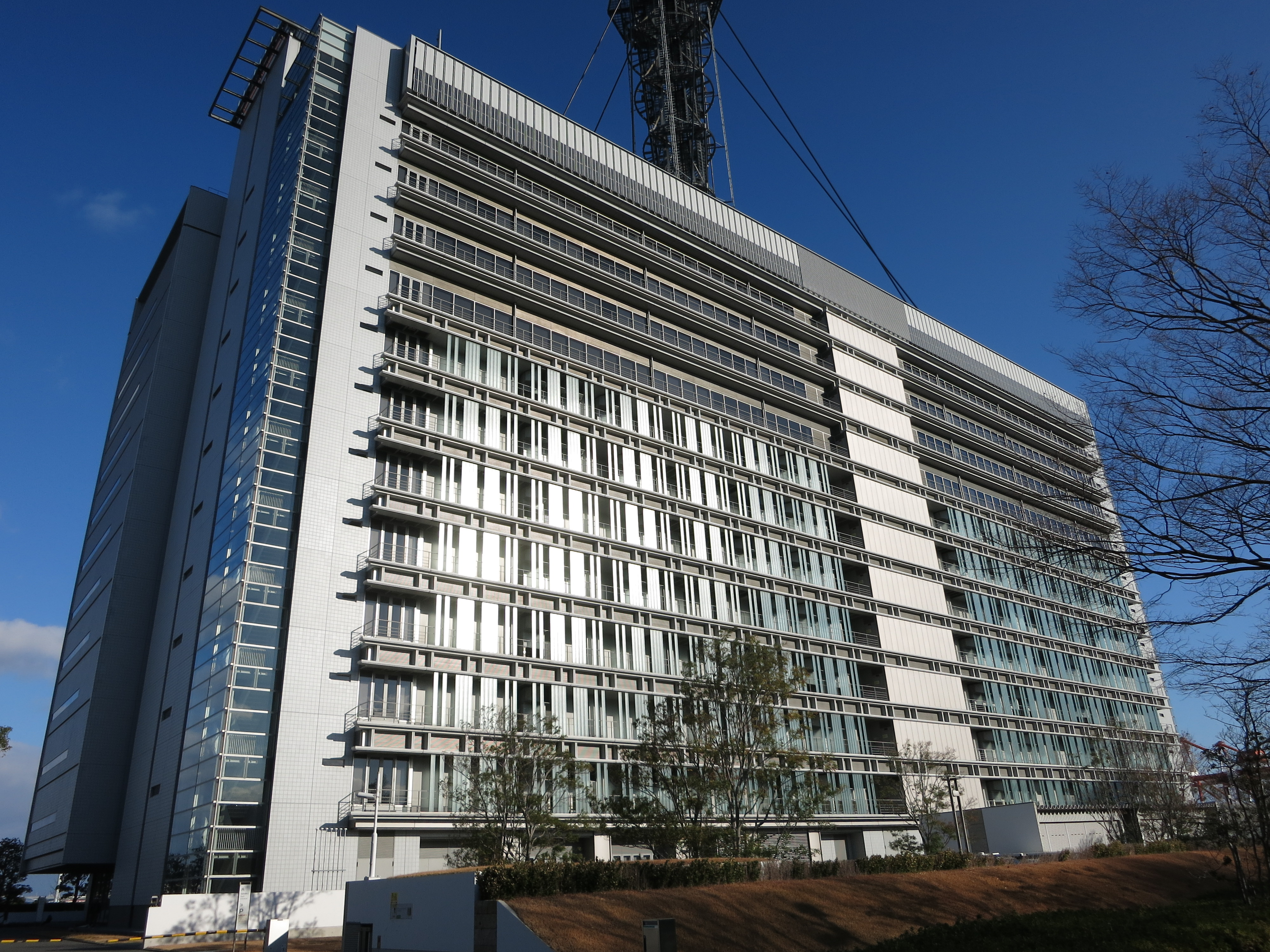
グラウンド所在地のドコモ関西南港ビル